# Koninklijke Familieorde

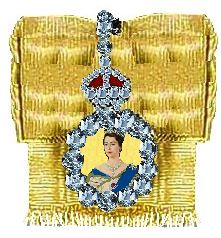
Juweel na 1953 aan het chartreusekleurige lint van Elizabeth II

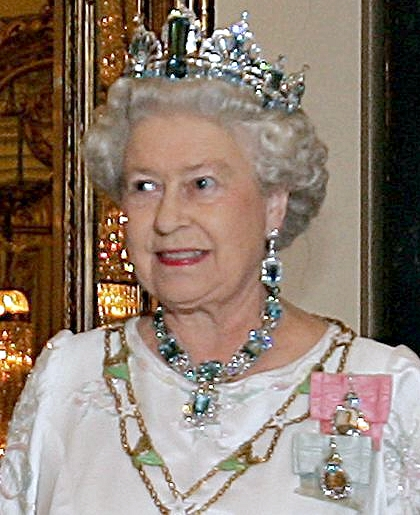
De twee met briljanten versierde medaillons die de Britse koningin aan een zachtblauw en roze lint op haar linkerschouder droeg zijn de familieorden van haar vader en grootvader.

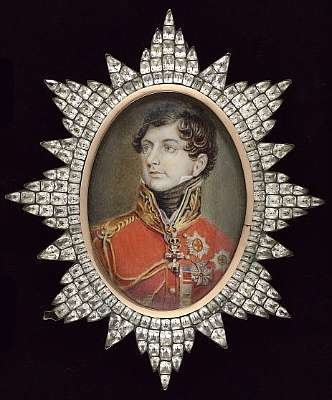
De eerste familie-orde uit 1811

De Britse Koninklijke Familieorde (Engels: Royal Family Order) is een damesorde die sinds koning George IV door iedere monarch op zijn of haar beurt werd vernieuwd. De kleur van het lint verschilt per regeringsperiode maar het kleinood van de Orde is steeds een in diamanten gevat en op ivoor geschilderd miniatuurportret van de regerende vorst.
Men spreekt wel van de Royal Family Orders in meervoud omdat iedere monarch een eigen Orde instelt. De Orde heette tijdens de regering van koningin Victoria de Koninklijke Orde van Victoria en Albert.
De koningin Elizabeth II droeg op gala-avonden vrijwel altijd de Koninklijke Familieorden van haar vader en grootvader.
De prinsessen Diana en Camilla droegen en dragen haar medaillon.
De orde heeft geen grootmeester, graden of statuten en benoemingen worden niet gepubliceerd. De buitenwereld weet pas dat iemand deze hoge koninklijke gunst heeft ontvangen wanneer de draagster het portret in het openbaar draagt. 
De Britse Koninklijke Familieorde is een variant op de ook bij andere hoven, nu alleen nog in Scandinavië, door vorsten uitgereikte Portretten in diamanten.

## De historische Koninklijke familieorden
- Koninklijke Familieorde van Koning George IV van het Verenigd Koninkrijk (Royal Family Order of King George IV (1811/1821)
- Koninklijke Familieorde van Koningin Victoria van het Verenigd Koninkrijk en Prins Albert (Royal Order of Victoria and Albert (1862))
- Koninklijke Familieorde van Koning Eduard VII van het Verenigd Koninkrijk (Royal Family Order of King Edward VII (1901)
- Koninklijke Familieorde van Koning George V van het Verenigd Koninkrijk (Royal Family Order of King George V (1910)
- De in 1937 kort regerende Koning Eduard VIII van het Verenigd Koninkrijk stichtte geen Koninklijke familieorde
- Koninklijke Familieorde van Koning George VI van het Verenigd Koninkrijk (Royal Family Order of King George VI (1937)
- Koninklijke Familieorde van Elizabeth II van het Verenigd Koninkrijk (Royal Family Order of Queen Elizabeth II (1953) Deze orde werd door de vorstin, Elizabeth II van het Verenigd Koninkrijk verleend